# Bundespräsidialamt

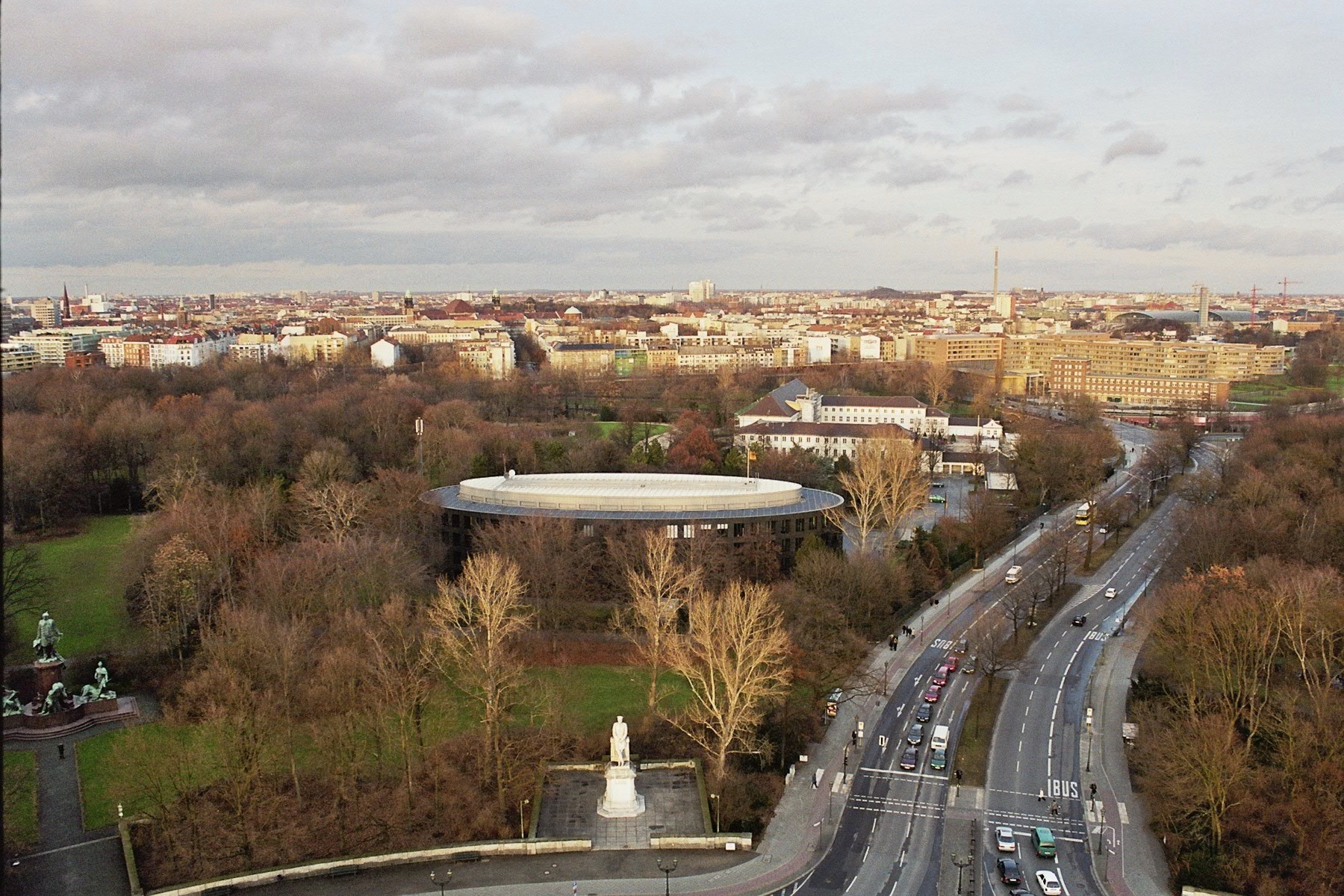
Sitz des Bundespräsidialamtes in Berlin-Tiergarten

Das Bundespräsidialamt (BPrA) ist die Behörde des deutschen Bundespräsidenten und eine oberste Bundesbehörde. Sie ist für die Unterstützung des Bundespräsidenten bei der Wahrnehmung seiner Aufgaben als Staatsoberhaupt der Bundesrepublik Deutschland zuständig.

## Geschichte
Das Bundespräsidialamt ist in der Bundesrepublik organisatorischer Nachfolger des Büros des Reichspräsidenten bzw. der Präsidialkanzlei des Deutschen Reichs. Es nahm zusammen mit dem Bundespräsidenten 1949 erstmals auf der Viktorshöhe in Bad Godesberg (heute ein Stadtbezirk von Bonn) seine Arbeit auf. Ende 1950 nahmen dann beide ihren Sitz in bzw. unweit der Villa Hammerschmidt. Dort war das Bundespräsidialamt unter anderem in einem eigens errichteten Neubau, der 1898 fertiggestellten Doppelvilla Balg sowie der 1900 fertiggestellten Villa Frau Ernst Prieger an der Kaiser-Friedrich-Straße (Ortsteil Gronau) untergebracht. Diese Liegenschaften gingen später sukzessive an das Bundeskartellamt über.
Richard von Weizsäcker, Bundespräsident von Juli 1984 bis Juni 1994, verlegte im Januar 1994 seinen ersten Amtssitz nach Berlin. Das Bundespräsidialamt zog im November 1998 formell nach Berlin.
Bundespräsident Frank-Walter Steinmeier gab das Forschungsprojekt Das Bundespräsidialamt und die Auseinandersetzung mit dem Nationalsozialismus 1949–1994 in Auftrag. Es startete im Mai 2020 unter Leitung von Norbert Frei (Universität Jena). Die Ergebnisse des Forschungsprojekts stellten der Bundespräsident und Norbert Frei im Oktober 2023 in Schloss Bellevue vor. Dabei sagte Bundespräsident Steinmeier: „Gerade in dieser Zeit, in der unsere Demokratie so sehr angefochten ist, müssen wir uns als Gesellschaft unserer Geschichte bewusst sein. Denn was sich nicht wiederholen soll, darf auch nicht vergessen werden“.

## Dienstsitze

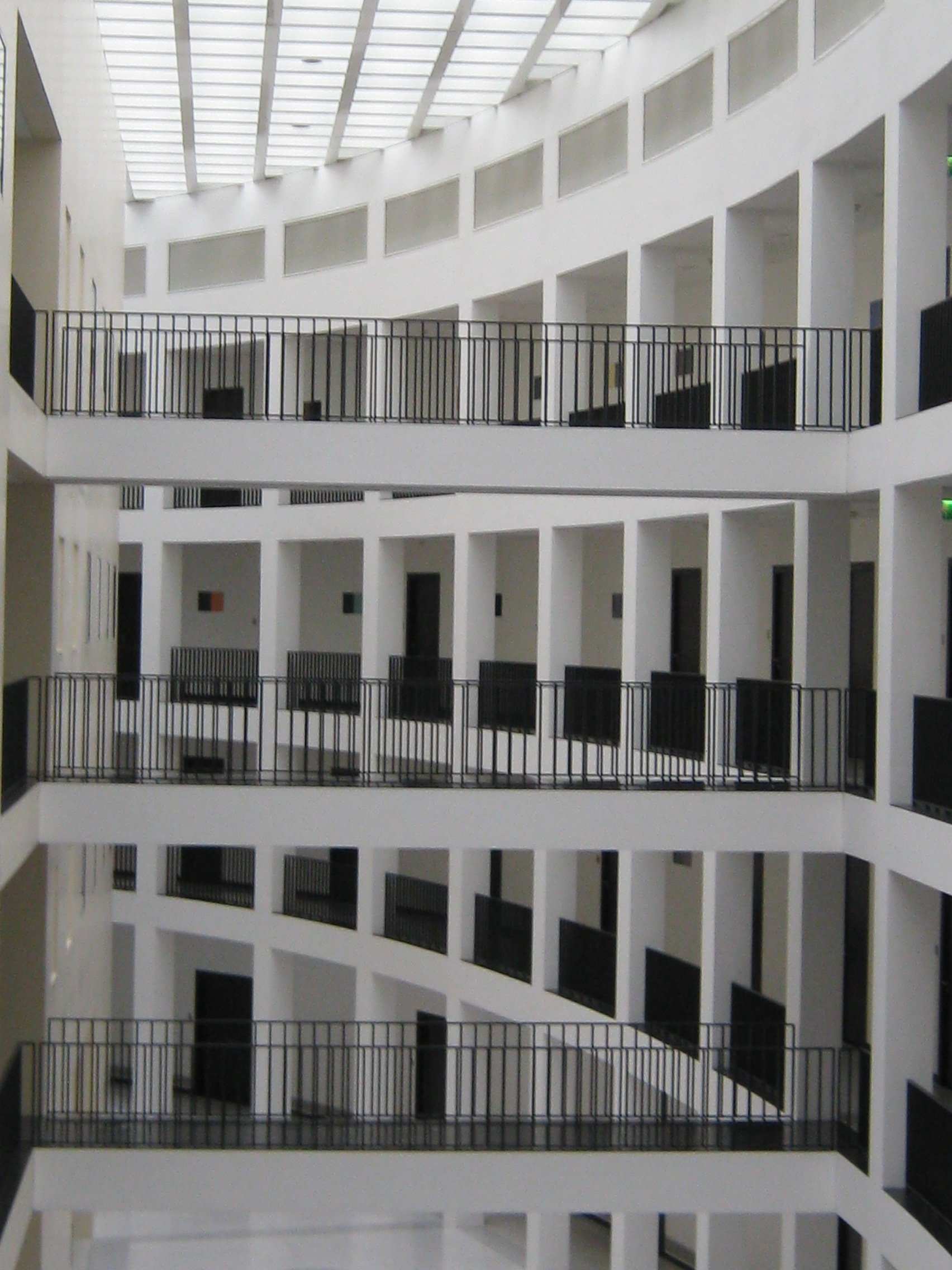
Innenansicht des Bundespräsidialamtes

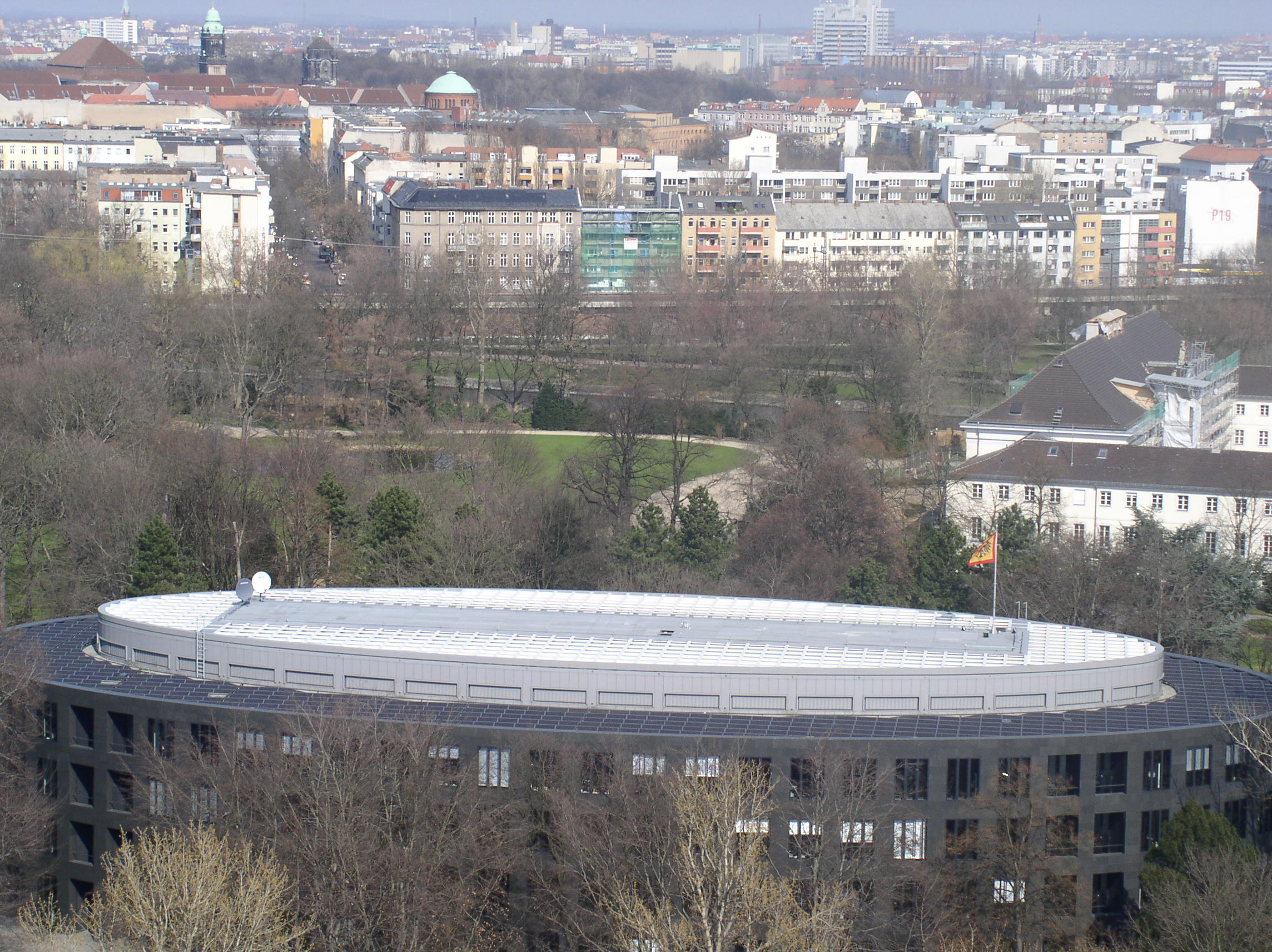
Amtsgebäude Bundespräsidialamt und dahinter Schloss Bellevue.

Der erste Sitz der Bundespräsidialamts ist Berlin. Das elliptische Amtsgebäude neben dem Schloss Bellevue, das deshalb auch „Präsidenten-Ei“ genannt wird, befindet sich am Nordrand des dortigen Großen Tiergartens und wurde von 1996 bis 1998 nach Plänen der Architekten Gruber + Kleine-Kraneburg errichtet und am 23. November 1998 eröffnet. Es besteht aus einem viergeschossigen elliptischen Büroring und einem fünfgeschossigen quaderförmigen Zentraltrakt für Haustechnik und Versorgung. Die Innenwand des Ringes ist hochgezogen und schließt bündig mit dem Innenquader ab, sodass auf dem Dach eine erhabene innere Ellipse erkennbar wird. In die polierte schwarze Fassade sind bündige Fenster eingelassen. Der Raum zwischen Ring und Quader wird durch ein Glasdach geschlossen. Auf dem Dach über dem elliptischen Ring ist eine Photovoltaikanlage installiert.
Neben dem zweiten Amtssitz des Bundespräsidenten in der Bonner Villa Hammerschmidt befindet sich dort mit der Hausverwaltung der Villa auch ein Zweitsitz des Bundespräsidialamtes.

## Aufgaben
Zu den Aufgaben des Bundespräsidialamtes gehören die Beratung des Bundespräsidenten in seiner Amtsführung, die Information des Bundespräsidenten über politische Geschehnisse, die Vorbereitung der Entscheidungen des Bundespräsidenten sowie die Ausführung seiner Aufträge, wie beispielsweise die Vorbereitung von Staatsbesuchen.

## Organisation
(Stand: 3. September 2024) Das Bundespräsidialamt wird von der Chefin des Bundespräsidialamtes, Staatssekretärin Dörte Dinger, geleitet und gliedert sich wie folgt:

### Abteilung Z (Zentrale Angelegenheiten)
Die Abteilung Z ist für Zentrale Angelegenheiten, also den administrativen und technischen Betrieb zuständig. Zudem sind hier die Bereiche Protokoll sowie Verfassung und Recht angesiedelt. Die Abteilung hat zudem die Stabsstelle „Vergabestelle, Vertragsmanagement“.
- Referat Z 1 – Personal, Haushalt, Organisation
- Referat Z 2 – Innerer Dienst, Veranstaltungsmanagement und -logistik, Sicherheit
- Referat Z 3 – Informations- und Kommunikationstechnologie, Geheimschutz
- Referat Z 4 – Protokoll, Koordinierung digitaler Formate
- Referat Z 5 – Verfassung und Recht, Justitiariat
- Referat Z 6 – Bau, Technik, Liegenschaften

### Abteilung 1 – Inland
Die Abteilung 1 – Inland ist für den innenpolitischen Bereich zuständig.
- Referat 08 – Gesellschaftliche Grundsatzfragen und Transformationen
- Referat 10 – Grundsatzfragen der Innen- und Demokratiepolitik / Historische Grundsatzfragen, Erinnern und Gedenken
- Referat 11 – Bürgerbüro, Eingaben und Petitionen, Künstlerhilfe, Glückwünsche
- Referat 12 – Wirtschaft, Finanzen, Arbeit und Soziales, Umwelt und Verkehr
- Referat 13 – Bildung, Wissenschaft, Familie
- Referat 14 – Ordenskanzlei
- Referat 15 – Kunst und Kultur, Kirchen und Religionsgemeinschaften

### Abteilung 2 – Ausland
Die Abteilung 2 – Ausland ist für außenpolitische Fragen zuständig und kooperiert eng mit dem Auswärtigen Amt.
- Referat 20 – Grundsatzfragen der Außenpolitik, Beziehungen zu Amerika, zu Nordafrika, zur Türkei und zum Nahen und Mittleren Osten sowie zu internationalen und multilateralen Organisationen sowie Nichtregierungsorganisationen
- Referat 21 – Beziehungen zu den Ländern Europas, Europapolitik
- Referat 22 – Beziehungen zu den Ländern Asiens, Subsahara-Afrikas, des südlichen Kaukasus und Ozeaniens, Grundsatz Entwicklungspolitik

### Verbindungsoffizier
Die Bundeswehr ordnet einen Stabsoffizier im Dienstgrad eines Oberst oder Kapitän zur See als „Verbindungsoffizier des Bundesministers der Verteidigung beim Bundespräsidenten“ ab. Er unterrichtet diesen in Verteidigungs- und Rüstungskontrollfragen und informiert über militärische Angelegenheiten von herausragender aktueller oder grundsätzlicher Bedeutung. Neben der Kontaktpflege zu führenden Persönlichkeiten und Dienststellen der Streitkräfte und zu sicherheitspolitischen Instituten obliegt ihm die Vorbereitung der Besuche des Bundespräsidenten bei der Bundeswehr. Zudem beantwortet er die Anfragen und Zuschriften zu seinem Themenbereich, begleitet den Bundespräsidenten bei Staatsbesuchen in das Ausland und nimmt dabei protokollarische Aufgaben wahr.

### Weitere Stabsbereiche
Der Chefin des Bundespräsidialamtes sind zudem die Sprecherin des Bundespräsidenten, Cerstin Gammelin, welche die Stabsstelle „02 – Kommunikation“ leitet, und die Stabsstelle „03 – Reden und Texte“ zugeordnet. Dem Bundespräsidenten direkt steht die Stabsstelle „01 – Persönliches Büro“ zur Seite.
Auch die Büros der Bundespräsidenten a. D. Christian Wulff und Joachim Gauck sind Teil des Bundespräsidialamtes.

## Mitarbeiter
| Name                                  | Lebensdaten | Amtszeit  |
| ------------------------------------- | ----------- | --------- |
| Manfred Klaiber                       | 1903–1981   | 1949–1957 |
| Karl Theodor Bleek                    | 1898–1969   | 1957–1961 |
| Hans-Heinrich Herwarth von Bittenfeld | 1904–1999   | 1961–1965 |
| Hans Berger                           | 1909–1985   | 1965–1969 |
| Dietrich Spangenberg                  | 1922–1990   | 1969–1974 |
| Paul Frank                            | 1918–2011   | 1974–1979 |
| Hans Neusel                           | 1927–2013   | 1979–1984 |
| Klaus Blech                           | 1928–2022   | 1984–1989 |
| Andreas Meyer-Landrut                 | * 1929      | 1989–1994 |
| Wilhelm Staudacher                    | * 1945      | 1994–1999 |
| Rüdiger Frohn                         | * 1950      | 1999–2004 |
| Michael Jansen                        | * 1941      | 2004–2006 |
| Gert Haller                           | 1944–2010   | 2006–2009 |
| Hans-Jürgen Wolff                     | * 1958      | 2009–2010 |
| Lothar Hagebölling                    | * 1952      | 2010–2012 |
| David Gill                            | * 1966      | 2012–2017 |
| Stephan Steinlein                     | * 1961      | 2017–2022 |
| Dörte Dinger                          | * 1981      | seit 2022 |

Im Bundespräsidialamt, intern Alcatraz genannt, sind rund 240 Personen beschäftigt.
Seit 1953 ist der Chef des Bundespräsidialamtes ein beamteter Staatssekretär. Er ist der protokollarisch ranghöchste beamtete Staatssekretär des Bundes und nimmt als Beobachter an den Sitzungen der Bundesregierung und des Bundessicherheitsrates teil, um den Bundespräsidenten über die Tätigkeiten der Exekutive zu informieren. Da er ein politischer Beamter ist, kann er ohne Angabe von Gründen in den einstweiligen Ruhestand verabschiedet werden; bei Amtswechseln kann dies der Fall sein.
Stellvertreter der Chefin des Bundespräsidialamtes ist Ministerialdirektor Oliver Schmolke, Leiter der Inlandsabteilung.